# Застава Закавкаске СФСР
Застава Транскавкаске СФСР је усвојена почетком 1930-их година од стране владе Транскавкаске СФСР. Ова застава је била у употреби до 5. децембра 1936. године, када је Транскавкаска СФСР укинута.
Застава је била црвене боје, а у горњем левом куту се налазила велика петокрака црвена звезда. Унутар звезде стајао је златни срп и чекић. Око звезде се протезао ћирилични натпис ЗСФСР у фонту санс-сериф.
Пре ове заставе, од 13. децембра 1922. године у употреби је била црвена застава са натписом ЗСФСР у горњем левом углу.